# Ластригино (Мстиславский район)
Ластригино — деревня в Красногорском сельсовете Мстиславского района Могилёвской области Белоруссии. Находится в 21 км к югу от Мстиславля, 116 км от Могилёва, 22 км от железнодорожной станции Кричев на линии Орша — Сураж. До 2013 года входила в состав Селецкого сельсовета.
Планировочно состоит из прямолинейной улицы с переулками, ориентированной с юго-запада на северо-восток. Застроена преимущественно односторонне, деревянными домами усадебного типа.

## География
Рельеф равнинный. На юге течёт река Чёрная Натопа (приток реки Сож). Транспортные связи по местной дороге через деревню Березуйки и далее по шоссе Мстиславль—Кричев.

## Население
В 2007 году − 8 хозяйств, 11 жителей.

## История
Основана в 1920-е годы на бывших помещичьих землях. С 17 июля 1924 года в составе БССР.
В 1931 году организован колхоз имени Красного Октября, который в 1932 году объединял 24 хозяйства, имел 119 га земли, с 1933 года его обслуживала Мстиславская МТС.
С 20 февраля 1938 года в Могилёвской области.
В Великую Отечественную войну с 17 июля 1941 года до 28 сентября 1943 года оккупирована немецко-фашистскими захватчиками.
В 1990 году 14 хозяйств, 32 жителя, в составе колхоза «Имени Чапаева» (с 2007 года СПК «Имени Чапаева») с центром в деревне Селец.